# Polska Partia Posiadaczy Magnetowidów
Polska Partia Posiadaczy Magnetowidów (Partia V) – polska partia polityczna działająca w latach 90. XX wieku (zarejestrowana 31 maja 1991), założona przez osoby związane z branżą wypożyczalni kaset VHS. Partia nie miała na celu zdobycia władzy. Była jedynie zakamuflowaną grupą rozprowadzającą pirackie kasety VHS, działającą na bazie przekształconych wypożyczalni.

## Historia
Na początku lat 90. XX wieku wiele wypożyczalni kaset VHS kupowało legalnie kasetę, wykonywało jej kopię i wypożyczało klientom tę kopię, podczas gdy mająca dużą wartość oryginalna kaseta pozostawała w wypożyczalni. Wywołało to sprzeciw dystrybutorów kaset, którzy powołali organizację RAPID Asekuracja, mającą kontrolować wypożyczalnie. Działania tej instytucji spotkały się z reakcją części właścicieli wypożyczalni. Powołana została Polska Partia Posiadaczy Magnetowidów, która zarejestrowana została 31 maja 1991 roku. Partia powstała w czasach, w których powstawało wiele efemerycznych partii politycznych, które niekoniecznie były nastawione na zdobywanie władzy. Powstały wówczas takie partie, jak m.in. Polska Partia Erotyczna czy Partia Niezadowolonych. Zakładanie tego typu partii było umożliwione ze względu na tryb ewidencyjny, który uniemożliwiał jakąkolwiek odmowę wpisania do ewidencji.
W oparciu o sieć wypożyczalni Vega utworzono kluby partyjne, same zaś wypożyczalnie formalnie zostały zamknięte. Każdy z dotychczasowych klientów mógł zapisać się do partii, a wówczas na podstawie ówczesnej ustawy o kinematografii zyskiwał możliwość wymiany filmów z innymi członkami partii.
Z czasem partia zaczęła kierować się w stronę prawdziwej polityki. Zadecydowano o starcie w wyborach parlamentarnych w 1993 roku u boku Ruchu dla Rzeczypospolitej, jednak ostatecznie do startu w wyborach nie doszło z powodu sporów.
W drugiej połowie lat 90. XX wieku ze względu na zmianę systemu na rejestracyjny, który pozwalał na odrzucenie pseudopartii, tego typu ugrupowania zaczęły znikać.

## Program

### Zagadnienia ustrojowe
Partia początkowo nie zamierzała przejąć władzy. Zdaniem jej liderów należałoby nawet rozwiązać parlament i powołać Radę Elektorów.

### Program gospodarczy
W programie partii odwoływano się m.in. do postulowanej równości majątkowej obywateli. Ponadto partia opowiadała się za dekomunizacją. Faktycznie jednak ugrupowanie to było zakamuflowaną grupą osób wymieniających się pirackimi kasetami VHS i nie miało żadnych związków z polityką.

## Symbolika partii
Logiem partii była mapa konturowa Polski stylizowana na literę „V”. W kształcie tym został umieszczony napis „VIDEO”, w którym litera V była dwukrotnie wyższa niż pozostałe. Dolna linia napisu była równa. Czarny kontur oraz napisy umieszczone były na białym tle.

## Struktura
Partia „V” działała tylko na terenie Gdańska. Główna siedziba partii mieściła się w Gdańsku przy Szerokiej 11/13 m. 2 (Główne Miasto). Przewodniczącym partii był Antoni Gabański.